# 大久保忠正
大久保 忠正（おおくぼ ただまさ、1914年3月17日 - 2002年8月20日）は、日本の経営者。藤田観光社長を務めた。

## 来歴・人物
東京都出身。1939年に東北帝国大学法文学部法律学科を卒業。日本興業銀行、神島化学工業での勤務を経て、1969年6月に同和鉱業に転じ、取締役にも就任し、1975年5月に常務を経て、1979年3月にに藤田観光副社長に就任し、、1981年3月には社長に昇格。1985年3月に会長に就任し、1990年11月に取締役相談役を経て、1991年3月から相談役を務めた。
2002年8月20日肺炎のために死去。88歳没。